# خاندان ادو
خاندان ادو (به ژاپنی: 江戸氏, Edo-shi)، یک خاندان سامورایی ژاپنی بود که ابتدا سکونتگاه معروف به ادو را مستحکم کردند که بعداً به توکیو تبدیل شد. کاخ امپراتوری توکیو اکنون در این مکان قرار دارد.
این خاندان شاخه ای از خاندان تایرا بود. در طول دوره آزوچی–مومویاما، این خاندان به خاندان کیتامی تغییر نام داد.